# Новоалександровка (Саратовский район)
Новоалександровка — деревня в Саратовском районе Саратовской области России. С 1 января 2022 года входит в состав городского округа Саратова.

## Физико-географическая характеристика
Деревня расположена в юго-западной части Саратовского района, недалеко от автодороги А144 («Саратов—Воронеж»), на берегу реки Латрык. Расстояние до административного центра села Михайловка — 5 км, до областного центра составляет 12 км. С областным центром Новоалександровка связана автодорогой с твёрдым покрытием. 
Часовой пояс
Деревня Новоалександровка, как и вся Саратовская область, находится в часовой зоне МСК+1. Смещение применяемого времени относительно UTC составляет +4:00.
Уличная сеть
В деревне Новоалександровка одна единственная улица — Саратовская. Также к территории населённого пункта относится СНТ Радуга.

## Население
| 2010 |
| ---- |
| 17   |

В деревне на 1 января 2018 года проживало 17 человек, насчитывалось 8 домовладения.

## Достопримечательности
- Александровский пруд. Его называют еще Михайловским, а иногда и озером Латрык. Глубина водоема в максимальном месте превышает 4,5 метров[6].
- В Новоалександровке на площади 0,5 гектаров расположено небольшое мусульманское кладбище[7].